# Burg Gýmeš
Die Burg Gýmeš (slowakisch hrad Gýmeš oder Gýmešský hrad, in neuerer Zeit auch Jelenec oder Jelenecký hrad genannt, ungarisch Gímesi vár oder Ghymes) ist die Ruine einer Höhenburg unweit der Gemeinde Jelenec (bis 1948 Gýmeš) im Okres Nitra in der Westslowakei, nordöstlich der Stadt Nitra. Die Burg befindet sich im südlichen Teil des Gebirges Tribeč.

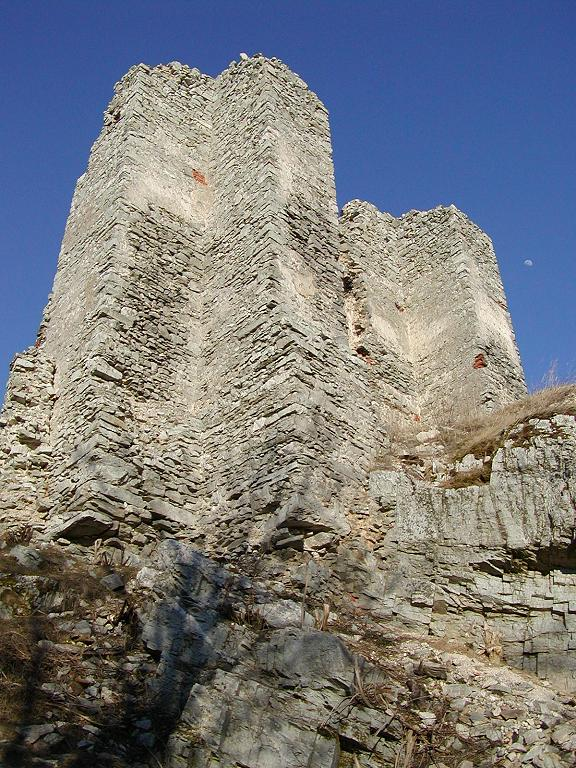
Ruine eines Wohnturms

Die Burg entstand wahrscheinlich im frühen 13. Jahrhundert auf Geheiß von Andreas, einem Sohn des comes Ivanka aus dem Geschlecht Hont-Pázmány. Sie wurde zum ersten Mal 1253 schriftlich erwähnt und bestand aus einer spätromanischen Befestigung mit einem dreieckigen Hof und einem Wohn- und Wehrturm auf der südlichen Seite. Die Wehranlage konnte 1271 und 1273 den Belagerungen von Truppen von Ottokar II. Přemysl standhalten. 
Zum Ende des 13. Jahrhunderts wurden ein weiterer Turm sowie Palasse in einer gemeinsamen Befestigung gebaut. Nach Andreas’ Tod im Jahr 1295 teilten die Nachfahren, aus denen später das Geschlecht Forgách entstand, die Burg unter sich auf. Den kleinsten Teil erhielt Tamás, Gespan von Neutra und Bars, der einen eigenen Palas auf der Nordostseite bauen ließ.
1302 eroberte Matthäus Csák die Burg, dessen Herrschaft 1312 durch Verwaltung königlicher Kastellane abgelöst wurde. Erst 1386 erhielt das Geschlechts Forgách die Burg zurück. Als Gutsherren gerieten sie mehrmals in Streitigkeiten mit dem Kloster in Hronský Beňadik, die 1403 in einer Plünderung von Orten entlang der Žitava gipfelten.
In der frühen Neuzeit, als ein ungarisches Heer in der Schlacht bei Mohács (1526) geschlagen wurde, versuchten osmanische Truppen mehrmals, die Burg zu erobern, was ihnen im Jahr 1576 gelang. 1610 kam es wegen zu hoher Abgaben zu einem Bauernaufstand, den die Gutsherren gewaltsam niederschlugen. Sigmund Forgách, 1618–1621 Palatin von Ungarn, ordnete 1613 die Sanierung der schwer beschädigten Burg an, doch aufständische Truppen von Gabriel Bethlen setzten 1618 die Burg während eines Rachefeldzugs gegen Sigmund in Brand. An einer weiteren Sanierung ab 1619 beteiligte sich auch die Gespanschaft Bars. Trotz Ausbaumaßnahmen konnten die Osmanen 1663 die Burg für sich nehmen, nach einer weiteren Eroberung im Jahr 1671 wurde sie verwüstet. Aber auch mit dem osmanischen Rückzug nach der Schlacht am Kahlenberg gingen Kämpfe um die Burg weiter. Während die meisten Mitglieder des Hauses Forgách loyal gegenüber den Habsburgern blieben, kämpfte Simon Forgách während des Rákóczi-Aufstandes auf der Seite von Aufständischen. Dafür ließ 1709 der Kaiser alle Güter von Simon konfiszieren und übergab sie an Paul Forgách aus einem anderen Zweig des Hauses.
Anders als in vielen anderen Burgen gingen auch im 18. Jahrhundert Bauarbeiten weiter. Paul Forgách und sein gleichnamiger Sohn ließen den gotischen Palas in eine Familiengruft umbauen, dabei entstanden auch vier Kapellen. Die bekannteste war die Kapelle St. Ignatius von Loyola, zu der jährlich Pilgerfahrten stattfanden. Nachdem im Ort Jelenec 1722 ein Schloss gebaut wurde, begann der langsame Verfall, auch wenn die Burg noch in der ersten Hälfte des 19. Jahrhunderts bewohnbar war. Nach einem Brand ließ Karl Forgách 1833 das Dach und dessen Tragwerk abtragen, um es beim Bau einer Zuckerfabrik in Jelenec verwenden zu können. Nach 1840 gilt die Burg als verwüstet.
1950 wurde die verstaatlichte Burg an die Staatsforstverwaltung übergeben, die aber kaum Möglichkeiten zur Konservierung der Ruine hatte. Nach begrenzten Sanierungsaktionen in den 1980er und 1990er Jahren kümmert sich seit 2011 der Bürgerverein Castrum Ghymes um die Burgruine.